# Roman (Vorname)
Roman ist ein männlicher Vorname und leitet sich vom lat. romanus: „römisch“ bzw. „der Römer“ her. Die weibliche Form lautet Romana, eventuell Romina.

## Varianten
Der Name ist in verschiedenen Varianten in den meisten europäischen Sprachen verbreitet:
- französisch: Romain
- deutsch: Roman
- litauisch: Romanas
- griechisch: Romanos
- italienisch: Romano
- polnisch: Roman/Romek (Kleinform)
- russisch: Roman (Роман)
- tschechisch: Roman
- spanisch: Román
- ungarisch: Román
- ukrainisch: Roman (Роман)

## Namenstag
Namenstage für Roman sind der 28. Februar (sog. Romanustag), der 9. August und der 18. November; für die weiblichen Formen Romana und Romina ist ebenfalls der 9. August, aber auch der 23. Februar gebräuchlich.

## Historische Namensträger
- Roman I., von 1131 bis 1167 Bischof von Gurk
- Roman von Leibnitz († 1179), als Roman II. von 1174 bis 1179 Bischof von Gurk
- Romanus, Kerkermeister des heiligen Laurentius von Rom; wurde von diesem bekehrt und starb als Märtyrer
- Romanus, Mönch, der dem heiligen Benedikt von Nursia in dessen Zeit als Einsiedler das Essen brachte
- Romanus von Condat (ca. 400–464), Gründer des Klosters Condat, Heiliger der römisch-katholischen Kirche
- Romanus, Papst im Jahr 897
- Romanos Melodos, berühmtester Hymnendichter der byzantinischen Kirche
- Romanos I. Lakapenos, byzantinischer Kaiser
- Romanos II., byzantinischer Kaiser
- Romanos III. Argyros, byzantinischer Kaiser
- Romanos IV. Diogenes, byzantinischer Kaiser
- Roman Mstislawitsch, ruthenischer Fürst (1150–1205)
- Roman, bulgarischer Zar (um 929–979)
- Roman I., Fürst der Moldau (1391–1394)
- Roman II., Fürst der Moldau (1447–1448)
- Roman (Litauen) († 1362), Metropolit von Litauen 1355 bis 1362.
- Roman von Galizien-Wolhynien (* um 1150; † 1205), Fürst von Nowgorod, Galizien-Wolhynien und Großfürst von Kiew
- Roman Zirngibl (1740–1816), bayerischer Benediktiner, Historiker, Archivar und Bibliothekar

## Zeitgenössische Namensträger
- Roman Abraham (1891–1976), polnischer Brigadegeneral
- Roman Amojan (* 1983), armenischer Ringer jesidischer Abstammung
- Roman Arkadjewitsch Abramowitsch (* 1966), russisch-israelischer Oligarch und ehemaliger Gouverneur der Region Tschukotka (2000–2008)
- Roman Bannwart (1919–2010), Schweizer Theologe, Priester und Musiker
- Roman Bunka (1951–2022), deutscher Oud-Spieler, Gitarrist und Komponist
- Roman Bürki (* 1990), Schweizer Fußballtorhüter
- Roman Coppola (* 1965), US-amerikanischer Filmregisseur
- Roman Cress (* 1977), marshallischer Sprinter
- Roman Cycowski (1901–1998), US-amerikanischer Sänger polnisch-jüdischer Herkunft (Comedian Harmonists)
- Roman Dietzel (* 1990), deutscher Snookerspieler
- Roman Dzindzichashvili (* 1944), US-amerikanischer Schachspieler
- Roman Ehrlich (* 1983), deutscher Schriftsteller
- Roman Frister (1928–2015), polnisch-israelischer Journalist und Schriftsteller
- Roman Gabriel (1940–2024), US-amerikanischer American-Football-Spieler
- Roman Geike (* 1977), deutscher Sänger und Rapper
- Roman Haller (1920–2010), österreichischer Maler und Grafiker
- Roman Heer (1761–1804), Schweizer römisch-katholischer Geistlicher
- Roman Heiligenthal (* 1953), deutscher evangelischer Theologe und Hochschullehrer
- Roman Friedrich Heiligenthal (1880–1951), deutscher Architekt, Stadtplaner und Hochschullehrer
- Roman Herzog (1934–2017), deutscher Bundespräsident (1994–1999)
- Roman Hubník (* 1984), tschechischer Fußballspieler
- Roman Ingarden (1893–1970), polnischer Philosoph
- Roman Ossipowitsch Jakobson (1896–1982), russischer Sprachwissenschaftler
- Roman Alexejewitsch Jewgenjew (* 1999), russischer Fußballspieler
- Roman Alexandrowitsch Karmasin (* 1973), russischer Profiboxer
- Roman Kašiar (* 1998), tschechischer Fußballspieler
- Roman Abelewitsch Katschanow (1921–1993), russischer Animator, Regisseur und Drehbuchautor
- Roman Kent (1929–2021), Präsident des Internationalen Auschwitz Komitees
- Roman Landau (* 1955), deutscher Journalist, Autor, Verleger und Fotograf
- Roman Lob (* 1990), deutscher Sänger und Teilnehmer beim Eurovision Song Contest 2012
- Roman Lochmann (* 1999), deutscher Sänger & Schauspieler
- Roman Ljubimow (* 1992), russischer Eishockeyspieler
- Roman Mählich (* 1971), österreichischer Fußballspieler und -trainer
- Roman Mars (* 1974), US-amerikanischer Radioproduzent
- Roman Neustädter (* 1988), russlanddeutscher Fußballspieler
- Roman Opałka (1931–2011), französisch-polnischer Künstler
- Roman Padlewski (1915–1944), polnischer Komponist, Geiger, Pianist, Musikwissenschaftler und -kritiker
- Roman Polański (* 1933), polnisch-französischer Filmregisseur
- Roman Markowitsch Prutschai (* 1991), russischer Poolbillardspieler
- Roman Rafreider (* 1969), österreichischer Journalist und Fernsehmoderator
- Roman Ratuschnyj (1997–2022), ukrainischer Aktivist und Soldat
- Roman Rausch (* 1961), deutscher Schriftsteller
- Roman Alexandrowitsch Repilow (* 1996), russischer Rennrodler
- Roman Romanowskyj (* 1990 oder 1991), ukrainischer Pokerspieler
- Roman Rossa (* 1972), deutscher Schauspieler und Synchronsprecher
- Roman Rubinstein (1917–1999), deutscher Redakteur und Widerstandskämpfer
- Roman Alexandrowitsch Russinow (* 1981), russischer Automobilrennfahrer
- Roman Alexandrowitsch Sarubin (* 1976), russischer Kanute
- Roman Sergejewitsch Scharonow (* 1976), russischer Fußballspieler
- Roman Alexandrowitsch Schischkin (* 1987), russischer Fußballspieler
- Roman Sladek (* 1989), deutscher Jazzmusiker
- Román Torres (* 1986), panamaischer Fußballspieler
- Roman Totenberg (1911–2012), US-amerikanischer Violinist und Geigenlehrer
- Roman Vidonyak (* 1972), deutscher Schachspieler und -trainer
- Roman Vlad (1919–2013), rumänisch-italienischer Pianist und Komponist
- Roman von Ungern-Sternberg (1887–1921), deutschbaltischer Baron in zaristischen Diensten
- Roman Wasserfuhr (* 1985), deutscher Jazzpianist, Komponist und Arrangeur
- Roman Weidenfeller (* 1980), deutscher Fußballspieler
- Roman Zellnig (1898–1976), österreichischer Forstarbeiter und Politiker

### Romain
- Romain Banquet (1840–1929), französischer Benediktiner, Klostergründer und Abt
- Romain Bardet (* 1990), französischer Radrennfahrer
- Romain Brégerie (* 1986), französischer Fußballspieler
- Romain Brizemur (* 1970), französischer Jazzmusiker
- Romain Collin (* 1979), französischer Fusion- und Jazzmusiker (Piano, Komposition)
- Romain Combaud (* 1991), französischer Radrennfahrer
- Romain Compingt (* 1984), französischer Drehbuchautor und Script Consultant
- Romain Détraz (* 1993), Schweizer Freestyle-Skier
- Romain Dumas (* 1977), französischer Automobilrennfahrer
- Romain Duris (* 1974), französischer Schauspieler
- Romain Édouard (* 1990), französischer Schachmeister
- Romain Feillu (* 1984), französischer Radrennfahrer
- Romain Feitler (* 1946), luxemburgischer Autorennfahrer
- Romain Gary (Geburtsname Roman Kacew; 1914–1980), französisch-jüdischer Pilot, Schriftsteller, Regisseur, Übersetzer und Diplomat
- Romain Gavras (* 1980), französischer Regisseur
- Romain Grosjean (* 1986), französischer Automobilrennfahrer
- Romain Guillaume (* 1985), französischer Triathlet, Ironman-Sieger 2012 und 2014
- Romain Hamouma (* 1987), französischer Fußballspieler
- Romain Hilgert (* 1954), luxemburgischer Journalist und Autor
- Romain Hugault (* 1979), französischer Zeichner und Grafiker
- Romain Lagarde (* 1997), französischer Handballspieler
- Romain Leleu (* 1983), französischer Trompeter
- Romain Loeffel (* 1991), Schweizer Eishockeyverteidiger
- Romain Lucazeau (* 1981), französischer Science-Fiction-Autor und Wirtschaftsberater
- Romain Maes (1912–1983), belgischer Radrennfahrer, 1935 Sieger der Tour de France
- Romain Mathéou (* 1988), französischer Radrennfahrer
- Romain Mesnil (* 1977), französischer Leichtathlet (Stabhochsprung)
- Romain Ntamack (* 1999), französischer Rugby-Union-Spieler
- Romain-Octave Pelletier der Ältere (1843–1927), kanadischer Organist, Musiklehrer, Komponist und Musikschriftsteller
- Romain Pelletier (1875–1953), kanadischer Organist, Komponist und Musikpädagoge
- Romain Pilon (* 1981), französischer Jazzmusiker
- Romain Rolland (1866–1944), französischer Schriftsteller und Musikkritiker
- Romain Sardou (* 1974), französischer Schriftsteller
- Romain Sato (* 1981), Basketballspieler aus der Zentralafrikanischen Republik
- Romain Schneider (* 1962), luxemburgischer Politiker
- Romain Taofifénua (* 1990), französischer Rugby-Union-Spieler
- Romain Weingarten (1926–2006), französischer Dramatiker
- Romain Winding (1951–2023), französischer Kameramann

### Romano
- Romano Alquati (1935–2010), italienischer Marxist und Autor
- Romano Benet (* 1962), italienischer Bergführer, Abenteurer und Förster
- Romano Bonaventura (auch Romano di Sant'Angelo oder Romano Papareschi; † 1243), italienischer Geistlicher, Kardinalbischof von Porto
- Romano Cuonz (1945–2023), Schweizer Schriftsteller und Naturfotograf
- Romano Fenati (* 1996), italienischer Motorradrennfahrer
- Romano Fogli (1938–2021), italienischer Fußballspieler und -trainer
- Romano Guardini (1885–1968), deutscher Philosoph und Theologe
- Romano Lemm (* 1984), Schweizer Eishockeyspieler
- Romano Levi (1928–2008), italienischer Künstler und Grappaproduzent
- Romano Mombelli (* 1992), Schweizer Schwimmsportler
- Romano Mussolini (1927–2006), italienischer Jazz-Pianist
- Romano Prodi (* 1939), italienischer Wirtschaftswissenschaftler und Politiker (PD)
- Romano Riedo (* 1957), Schweizer Fotograf mit Schwerpunkt Reportage
- Romano Schmid (* 2000), österreichischer Fußballspieler
- Romano H. Zölss (1940–2016), österreichischer Orgel- und Tamburicabauer